# Phòng vẽ tranh

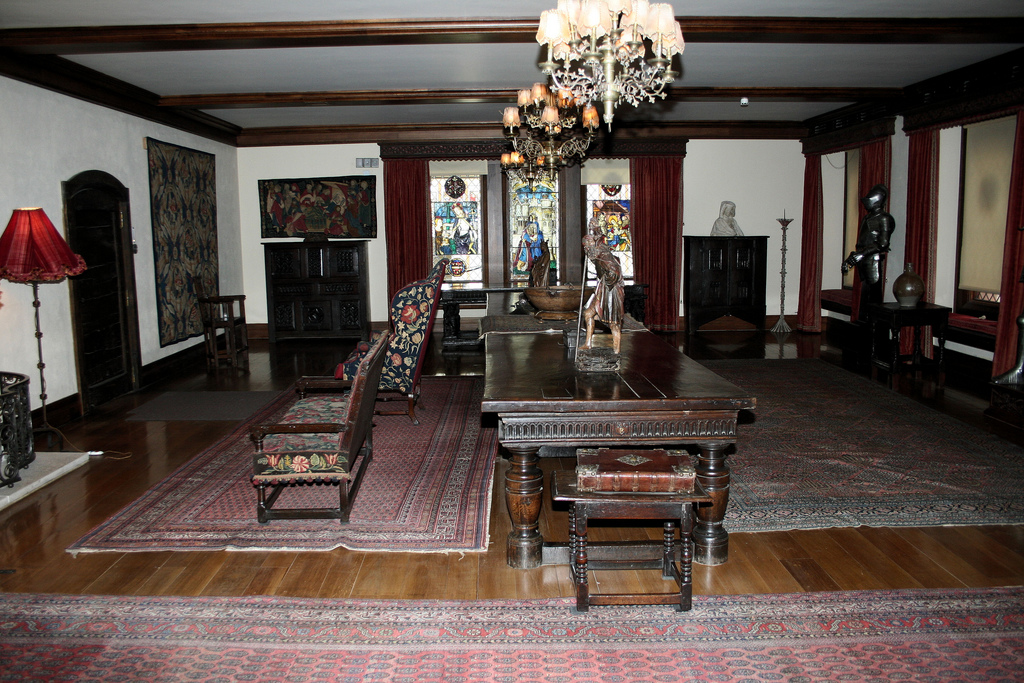
Phòng vẽ được tái thiết kế bởi William Burrell, là một phần của Bộ sưu tập Burrell tại Glasgow, Scotland

Phòng vẽ là một phòng trong nhà dùng để tiếp đón khách và cũng là tên thay thế cho phòng khách. Thuật ngữ này xuất phát từ các thuật ngữ phòng rút lui và phòng rút lui thứ vào thế kỷ 16 và tiếp tục sử dụng trong thế kỷ 17, lần đầu được ghi nhận vào năm 1642. Trong những ngôi nhà lớn ở Anh từ thế kỷ 16 đến đầu thế kỷ 18, phòng rút lui là nơi chủ nhà, vợ chồng ông hoặc khách quý ở trong căn phòng chính của ngôi nhà có thể "rút lui" để có thêm sự riêng tư. Thường nó nằm gần phòng lớn (hoặc phiên bản hiện đại của phòng lớn, phòng nhà nước) và thường dẫn đến phòng ngủ hoặc "phòng hoàng gia".
Ngày nay, trong những ngôi nhà hiện đại, nó có thể được dùng như tên gọi tiện lợi cho một phòng tiếp thứ hai hoặc nhiều hơn, nhưng không có chức năng cụ thể liên kết với tên gọi này.

## Lịch sử và phát triển

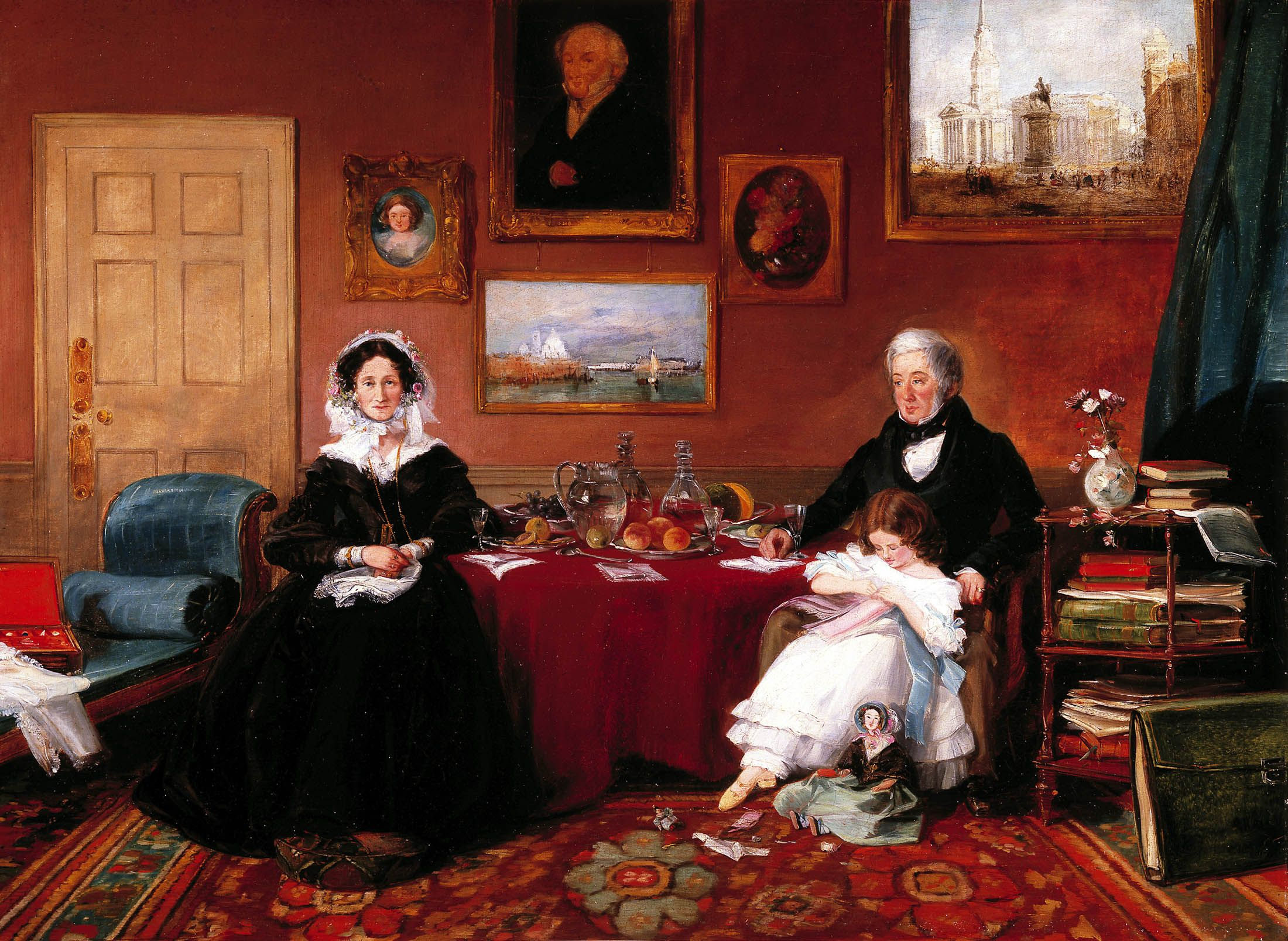
Phòng vẽ trong tầng trung ở Blackheath, London, 1841, được vẽ bởi James Holland

Vào thế kỷ 18 ở Luân Đôn, buổi tiếp đón sáng sớm của hoàng gia mà người Pháp gọi là levée được gọi là "phòng vẽ", với ý ban đầu là các thành viên ưu tú của triều đình sẽ tụ tập trong phòng vẽ ngoài phòng ngủ của vua, nơi ông xuất hiện công khai lần đầu tiên trong ngày.
Trong thời kỳ Nội chiến Hoa Kỳ, ở Nhà Trắng của Liên minh miền Nam  ở Richmond, Virginia, phòng vẽ nằm ngoài phòng tiếp khách nơi Tổng thống CSA Jefferson Davis đón khách. Sau khi chào hỏi, nam giới ở lại trong phòng khách để thảo luận chính trị và phụ nữ rút lui vào phòng vẽ trò chuyện riêng. Điều này thường thực hiện trong gia đình giàu có ở miền Nam Hoa Kỳ.
Năm 1865, một sách hướng dẫn kiến trúc tại Anh định nghĩa "phòng vẽ" như sau:
Đây là căn phòng của bà, bản chất là phiên bản hiện đại của phòng rút lui của bà, hoặc phòng khách, hoặc phòng hoàn chỉnh của kế hoạch thời Trung cổ. Nếu không có phòng sáng, nó thường là phòng tiếp đón duy nhất của gia đình. Trong mọi trường hợp, phụ nữ tiếp đón cuộc gọi suốt cả ngày, và gia đình cùng khách tụ tập trước bữa tối. Sau bữa tối, phụ nữ rút lui vào đó và đàn ông tham gia vào buổi tối. Đây cũng là phòng tiếp đón cho các bữa tiệc tối. Chỉ có một loại phòng vẽ liên quan đến mục đích: không có sự khác biệt nhiều, ngoại trừ kích thước và biểu hiện về giàu có, giữa phòng của bá tước và phòng của người phụ nữ đơn giản nhất trong khu vực...
Về kích thước, một phòng vẽ nhỏ sẽ rộng khoảng 16 feet và dài từ 18 đến 20 feet: 18 bởi 24 feet là kích thước tốt: 20 bởi 30 đến 26 bởi 40 đủ cho một căn phòng cấp trên rất lớn.

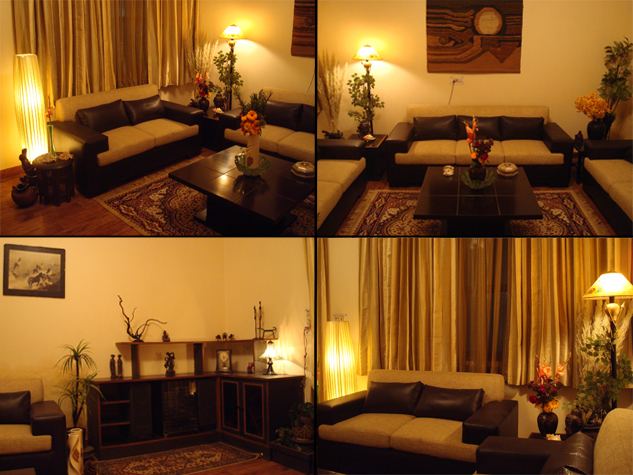
Phòng vẽ ở Ấn Độ

 Vào giữa thế kỷ 20, sau bữa tối, phụ nữ của một bữa tiệc tối rút lui vào phòng vẽ, để đàn ông ở bàn ăn, nơi màn bàn ăn được gỡ bỏ. Sau một thời gian trò chuyện, thường kèm theo rượu brandy hoặc port và đôi khi xì gà, đàn ông trở lại phòng vẽ để hòa nhập cùng phụ nữ.
Thuật ngữ phòng vẽ không được sử dụng rộng rãi như trước đây và thường chỉ được dùng tại Anh bởi những người có nhiều phòng tiếp đãi khác như phòng sáng, một thuật ngữ từ thế kỷ 19 chỉ phòng để thư giãn ban ngày, hoặc phòng tiếp khách cho tầng lớp trung lưu, một thuật ngữ từ cuối thế kỷ 19 chỉ phòng thư giãn. Do đó, phòng vẽ thường là căn phòng thông minh nhất trong ngôi nhà, thường được người lớn sử dụng khi tiếp khách. Thuật ngữ này được sử dụng rộng rãi ở Ấn Độ và Pakistan, có lẽ bắt đầu từ thời thuộc địa, trong các ngôi nhà lớn ở thành phố nơi có nhiều phòng.
Thuật ngữ phòng khách ban đầu chỉ định các phòng tiếp đãi khiêm tốn của tầng lớp trung lưu, nhưng cách sử dụng thay đổi tại Vương quốc Anh khi chủ nhà cố gắng tương thích với ngôi nhà lớn của người giàu. Thuật ngữ phòng khách tiếp tục sử dụng phổ biến ở Bắc Mỹ cho đến đầu thế kỷ 20. Tại Pháp, từ salon, trước đây chỉ định phòng tiếp đãi nhà nước, bắt đầu được dùng cho phòng vẽ từ đầu thế kỷ 19, phản ánh sự tụ tập xã hội salon đã trở nên phổ biến trong những thập kỷ trước đó.